# Kallima
Kallima é um gênero de insetos da ordem Lepidoptera, família Nymphalidae e subfamília Nymphalinae, contendo espécies de "borboleta-folha" nativas dos Himalaias, sul da China, Japão e região indo-malaia (de Sri Lanka até oeste das ilhas da Sonda); sendo proposto por Edward Doubleday em 1849, após a classificação de Paphia paralekta por Horsfield, em 1829, capturada na ilha de Java. Sua borboleta com maior distribuição geográfica é Kallima inachus, uma das criaturas mais bem camufladas do mundo, pois suas asas têm o formato perfeito das folhas, nos revelando, por baixo, sua grande semelhança com nervuras e venações. Kallima apresenta variações de coloração moldadas pela sua distribuição geográfica, por estações do ano e por dimorfismo sexual.

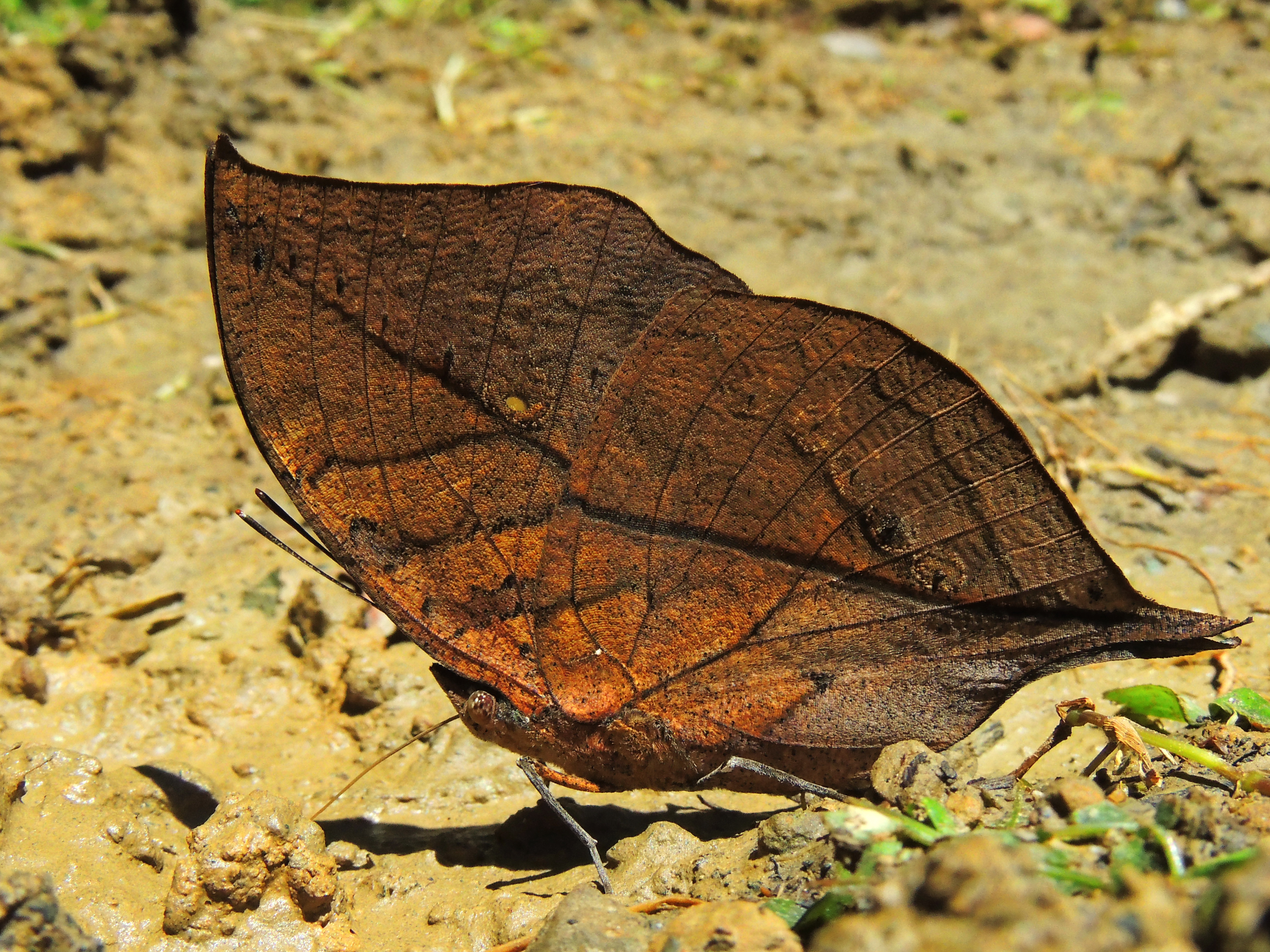
Camuflagem em K. inachus; o que fez Kallima receber a denominação de Oakleaf, ou "folha de carvalho".
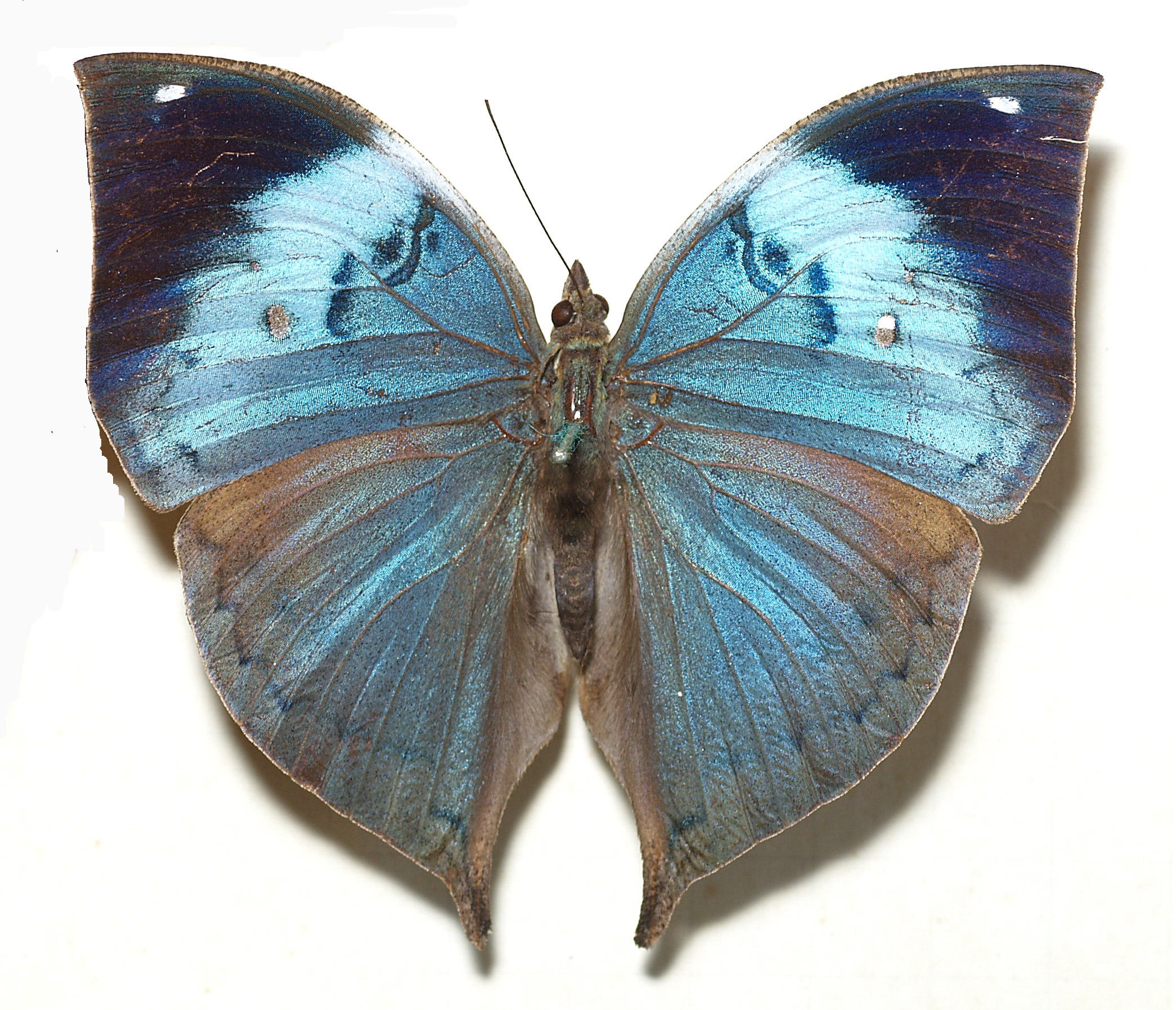
Poucas espécies de Kallima são apenas em tons de azul, em vista superior; conhecidas por Blue Oakleaf, como K. philarchus.
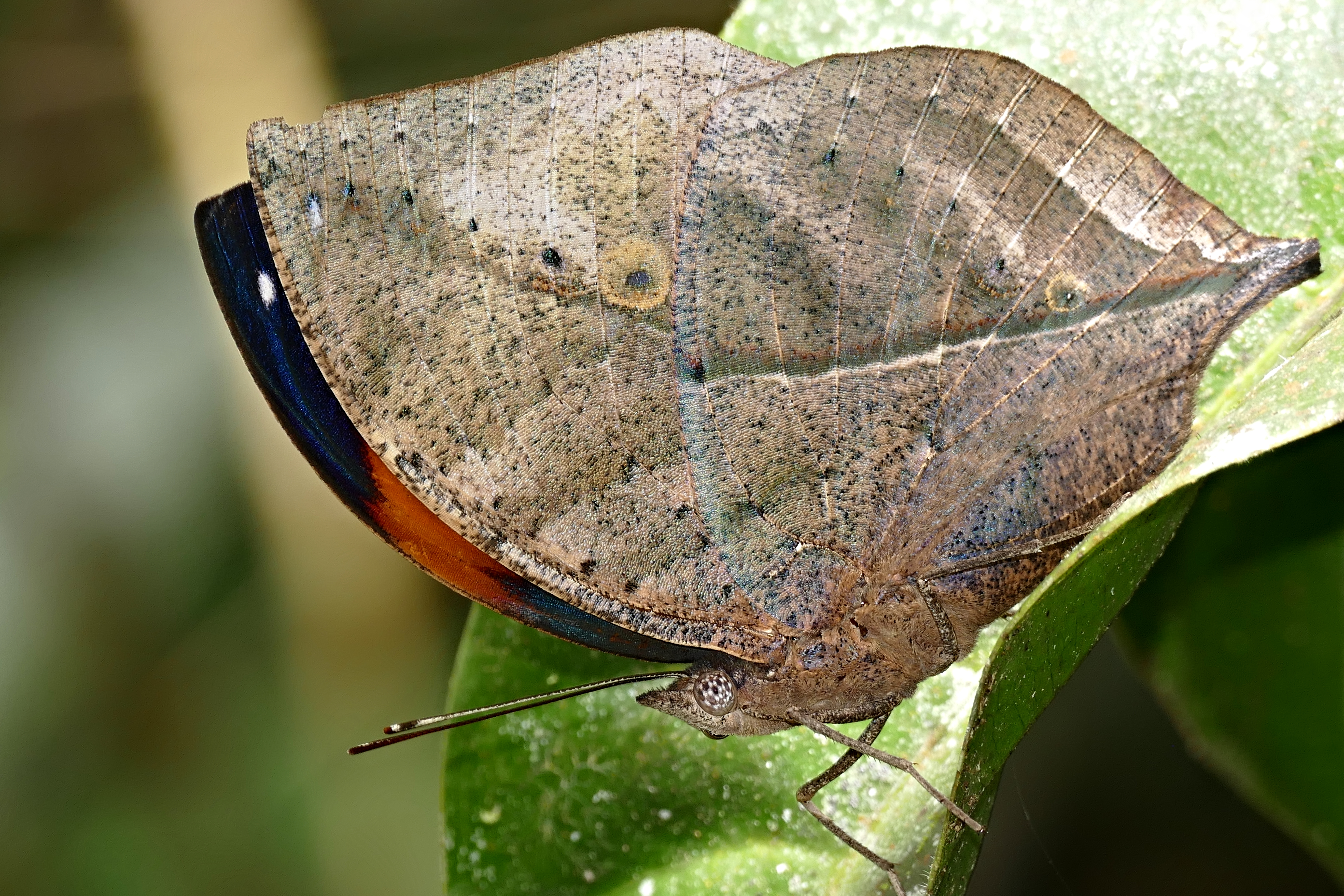
Fotografia de K. buxtoni, de Bornéu.
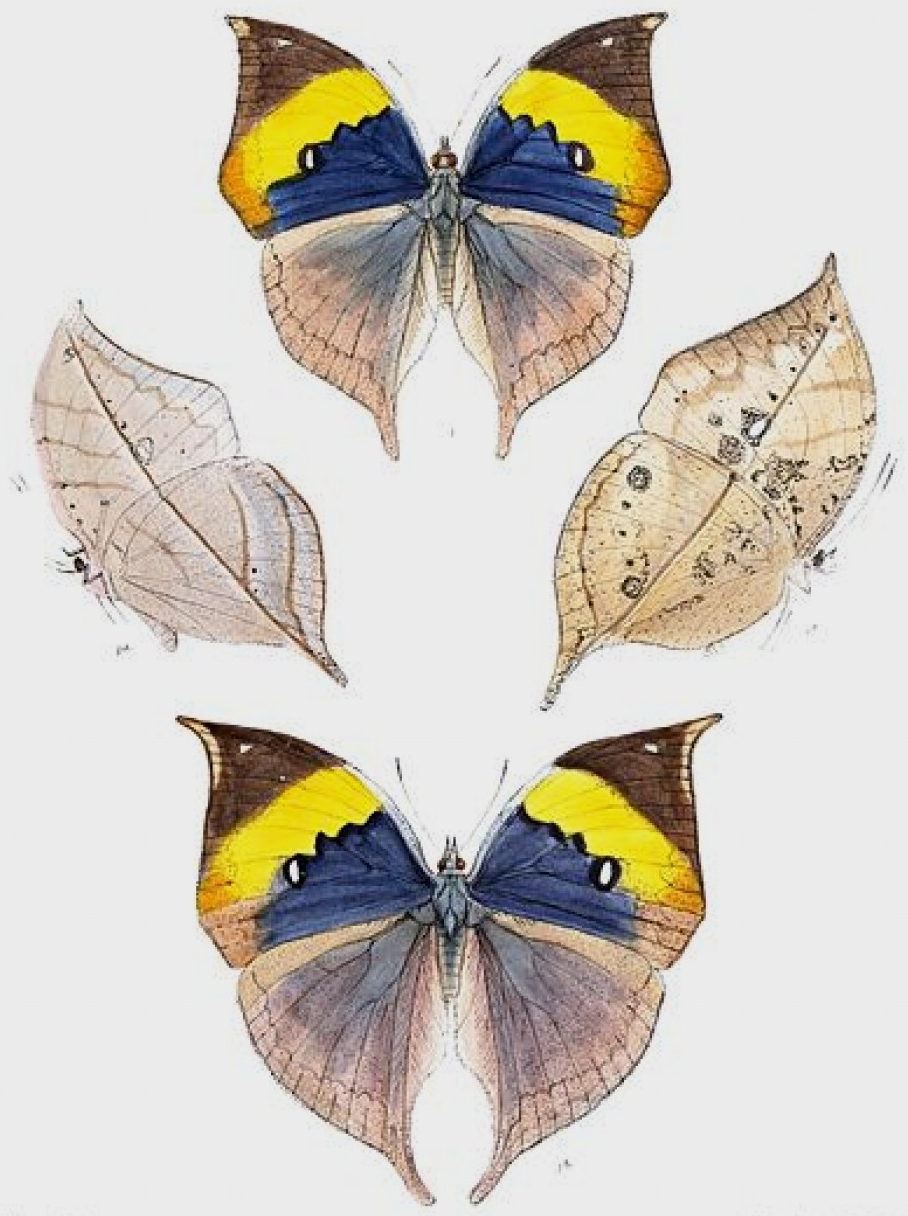
Ilustração da forma de estação seca de K. inachus, vista superior e inferior.
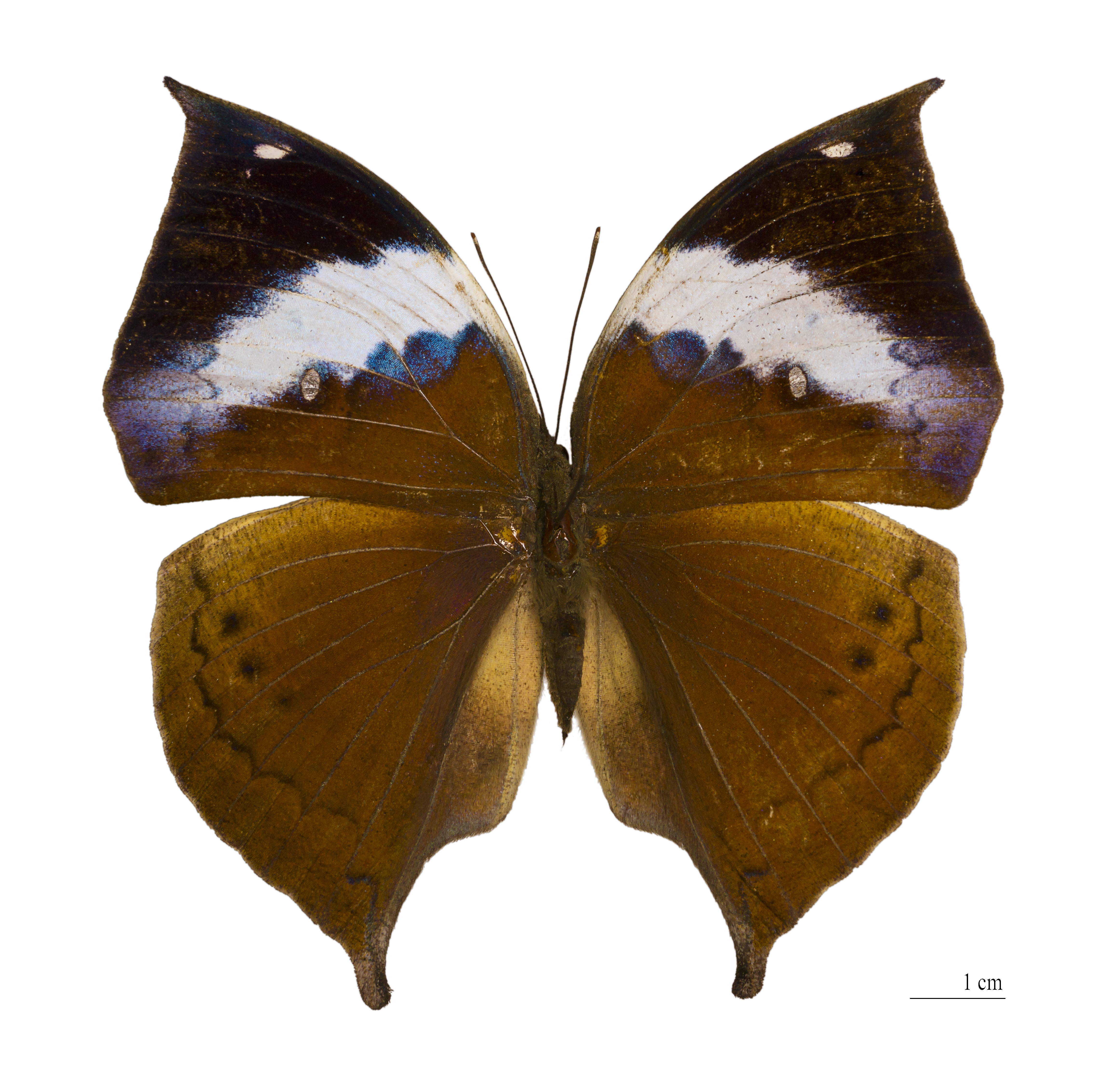
Vista superior da fêmea de K. paralekta, das ilhas da Sonda[1]; o macho se assemelha a K. inachus.

## Habitat, hábitos e alimentação
Borboletas Kallima voam rapidamente, geralmente em florestas densas, com boa chuva, e em altitudes moderadas; entre a vegetação rasteira e ao longo de riachos, sendo atraídas por seiva e exsudação de árvores, ou por esterco e pela fermentação em frutos maduros, podendo ainda buscar poças de lama para beber umidade. Ocasionalmente visitam flores. Podem ser avistadas, em seu habitat, tomando a luz do sol nos troncos, galhos e arbustos, ou no solo. Suas lagartas se alimentam de plantas das famílias Urticaceae, Polygonaceae, Rosaceae (pessegueiro), mas principalmente Acanthaceae.

## Espécies, distribuição e nomenclatura vernácula inglesa
De acordo com Markku Savela
- Kallima albofasciata Moore, 1877 - Andamão e Nicobar
- Kallima alompra Moore, 1879 Scarce Blue Oakleaf - Myanmar e Índia (Siquim)
- Kallima buxtoni Moore, 1879 - Bornéu
- Kallima horsfieldi Kollar, [1844] Blue Oakleaf - Índia
- Kallima inachus (Boisduval, 1846) Orange Oakleaf, Indian Oakleaf - Himalaias[1], Índia[7], China, Japão (localidade tipo: Okinawa), Taiwan, Indochina e península Malaia[1]
- Kallima knyvettii de Nicéville, 1886 - Butão
- Kallima limborgii Moore, 1878 - sul de Myanmar, Tailândia e península Malaia
- Kallima paralekta (Horsfield, [1829]) - Espécie-tipo: Indian Leaf - Java e Sumatra
- Kallima philarchus (Westwood, 1848) - Blue Oakleaf' - Sri Lanka e sul da Índia
- Kallima spiridiva Grose-Smith, 1885 - Sumatra

A região indo-malaia é o habitat do gênero Kallima; sua primeira espécie, K. paralekta, foi coletada em Java e descrita em 1829.[1]
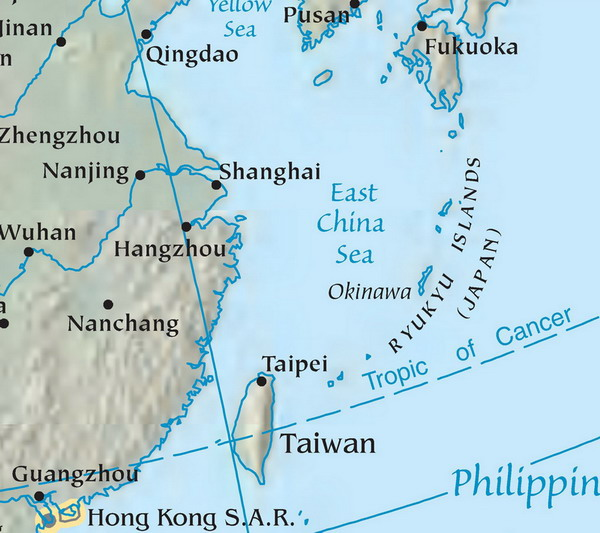
Okinawa, ao sul do Japão (Fukuoka), no mar da China Oriental, onde se coletou K. inachus.